# Muricea
Muricea es un género de gorgonias marinas perteneciente a la familia Plexauridae, del suborden Holaxonia. 
Sus especies están ampliamente distribuidas, con mayor profusión en aguas tropicales del océano Atlántico occidental, desde Florida a Brasil, aunque también habitan el indo-Pacífico tropical y templado.

## Especies
El Registro Mundial de Especies Marinas reconoce como válidas las siguientes especies en el género:
- Muricea acervata Verrill, 1866
- Muricea albida Verrill, 1866
- Muricea aspera Verrill, 1869
- Muricea atlantica (Kükenthal, 1911)
- Muricea austera Verrill, 1869
- Muricea californica Aurivillius, 1931
- Muricea crassa Verrill, 1869
- Muricea echinata Milne Edwards, 1855
- Muricea elongata Lamouroux, 1821
- Muricea flamma Marques & Castro, 1995
- Muricea formosa Verrill, 1869
- Muricea fruticosa Verrill, 1869
- Muricea galapagensis Deichmann, 1941
- Muricea hebes Verrill, 1864
- Muricea hispida Verrill, 1866
- Muricea horrida Möbius, 1861
- Muricea laxa Verrill, 1864
- Muricea midas Bayer, 1959
- Muricea mortensenii Hickson, 1928
- Muricea muricata (Pallas, 1766)
- Muricea nariformis Aurivillius, 1931
- Muricea pendula Verrill, 1868
- Muricea pinnata Bayer, 1961
- Muricea plantaginea (Valenciennes, 1846)
- Muricea purpurea Verrill, 1864
- Muricea pusilla (Nutting, 1909)
- Muricea ramosa (Thomson & Simpson, 1909)
- Muricea retusa Verrill, 1869
- Muricea robusta Verrill, 1866
- Muricea spicifera Lamouroux, 1821
- Muricea splendens (Thomson & Simpson, 1909)
- Muricea squarrosa Verrill, 1869
- Muricea subtilis Breedy & Guzman, 2016
- Muricea tubigera Verrill, 1868
- Muricea waltonsmithi Bayer, 1994

Especies reclasificadas por sinonimia:
- Muricea appressa (Verrill, 1864) aceptada como Muricea plantaginea (Valenciennes, 1846)
- Muricea tenella Verrill, 1869 aceptada como  Muricea plantaginea (Valenciennes, 1846)

## Galería

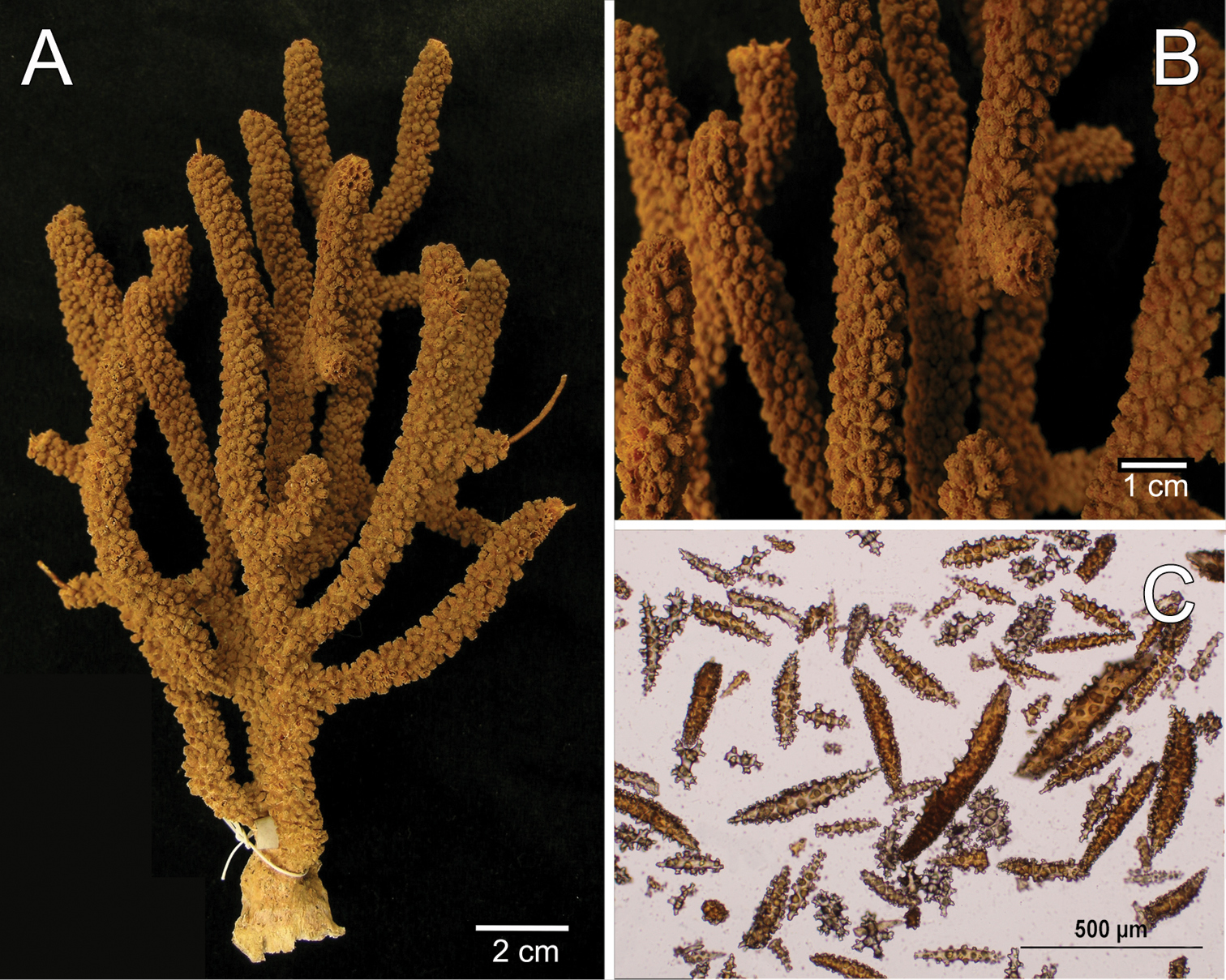
Muricea acervata
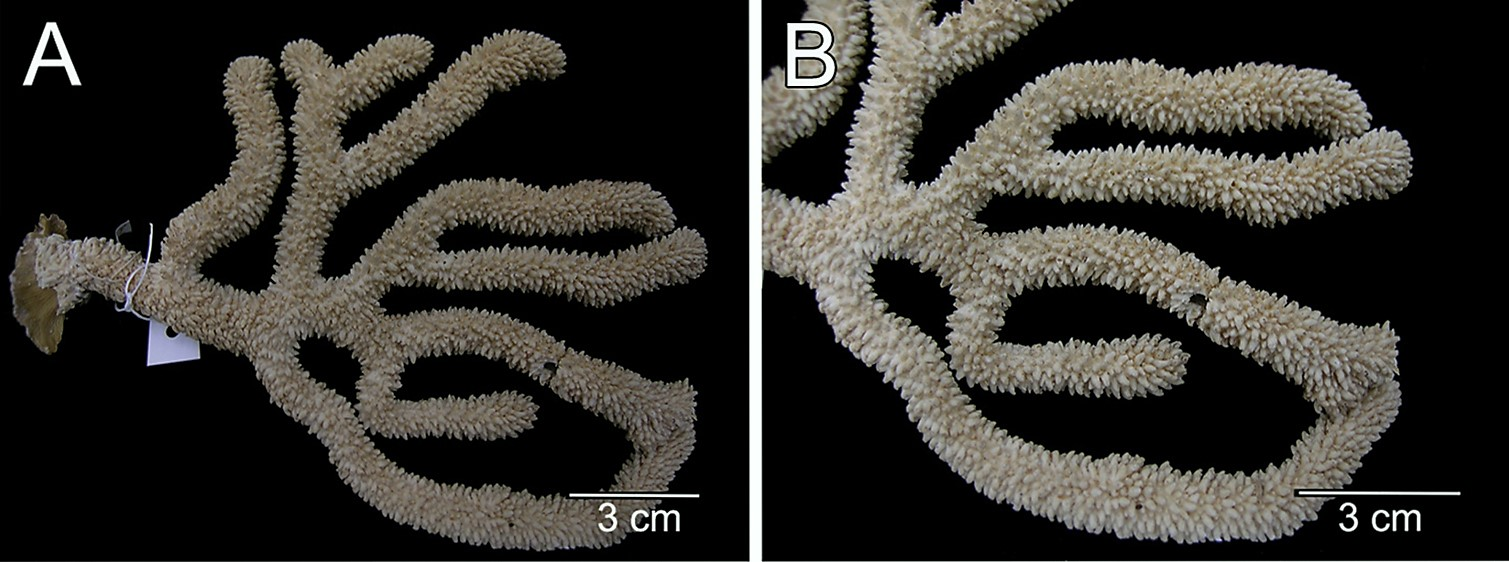
Muricea albida
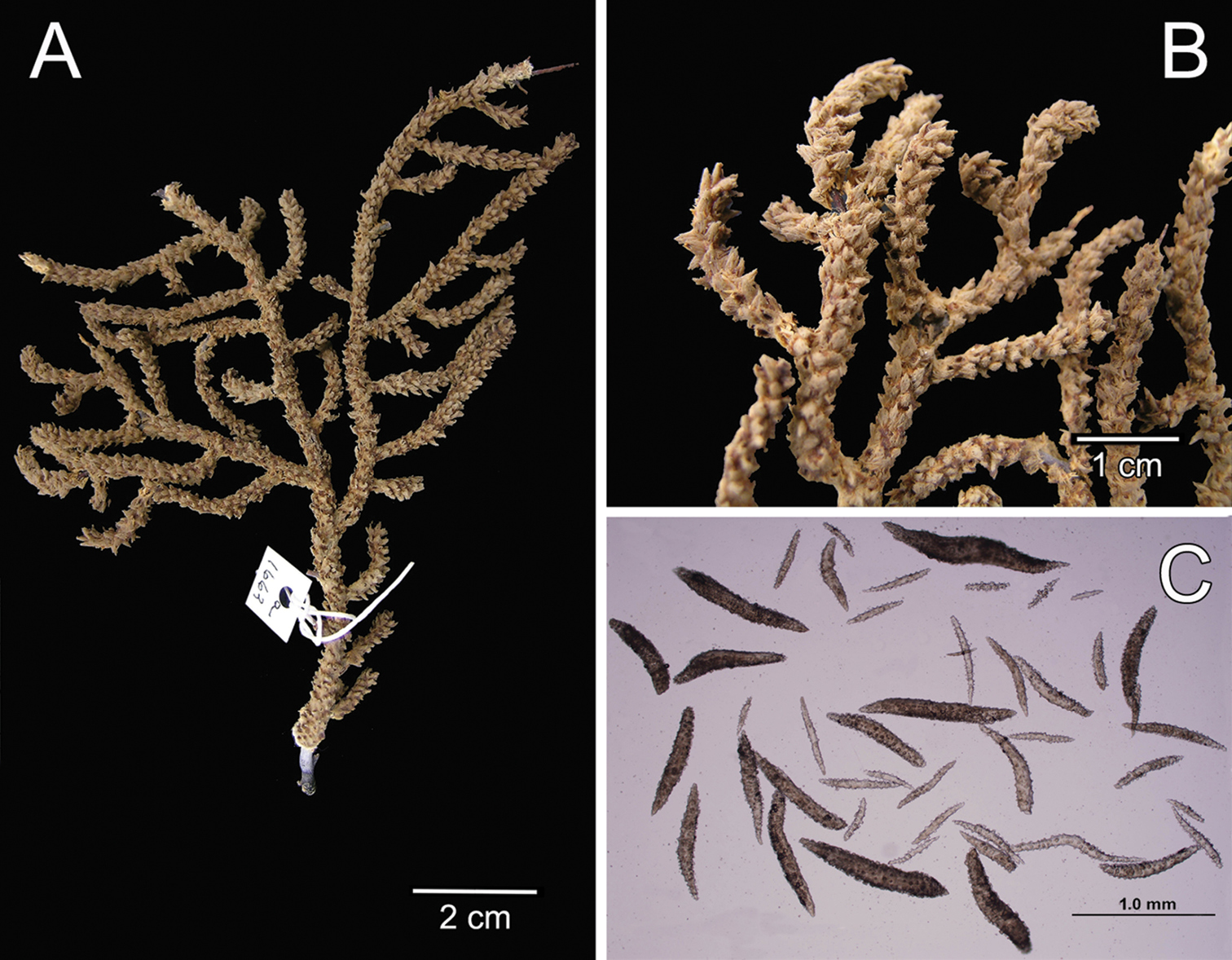
Muricea aspera
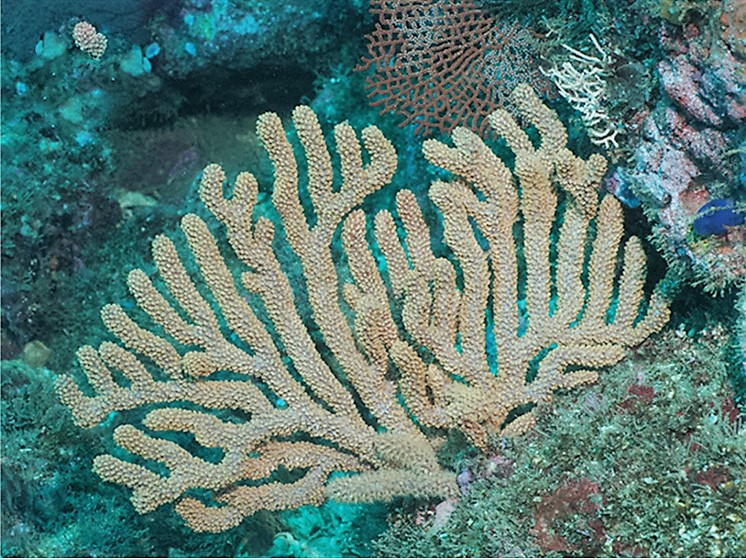
Muricea austera
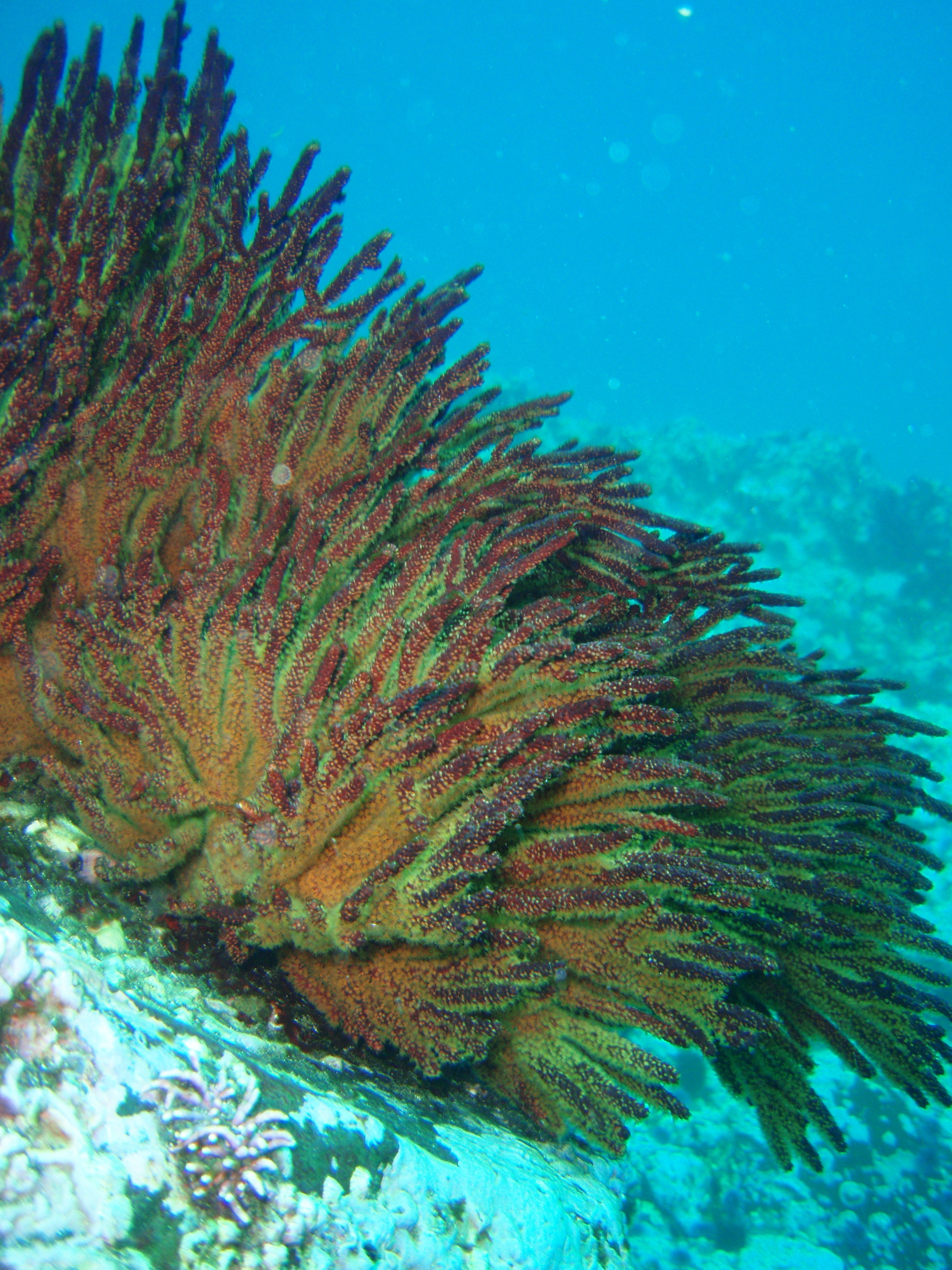
Muricea californica
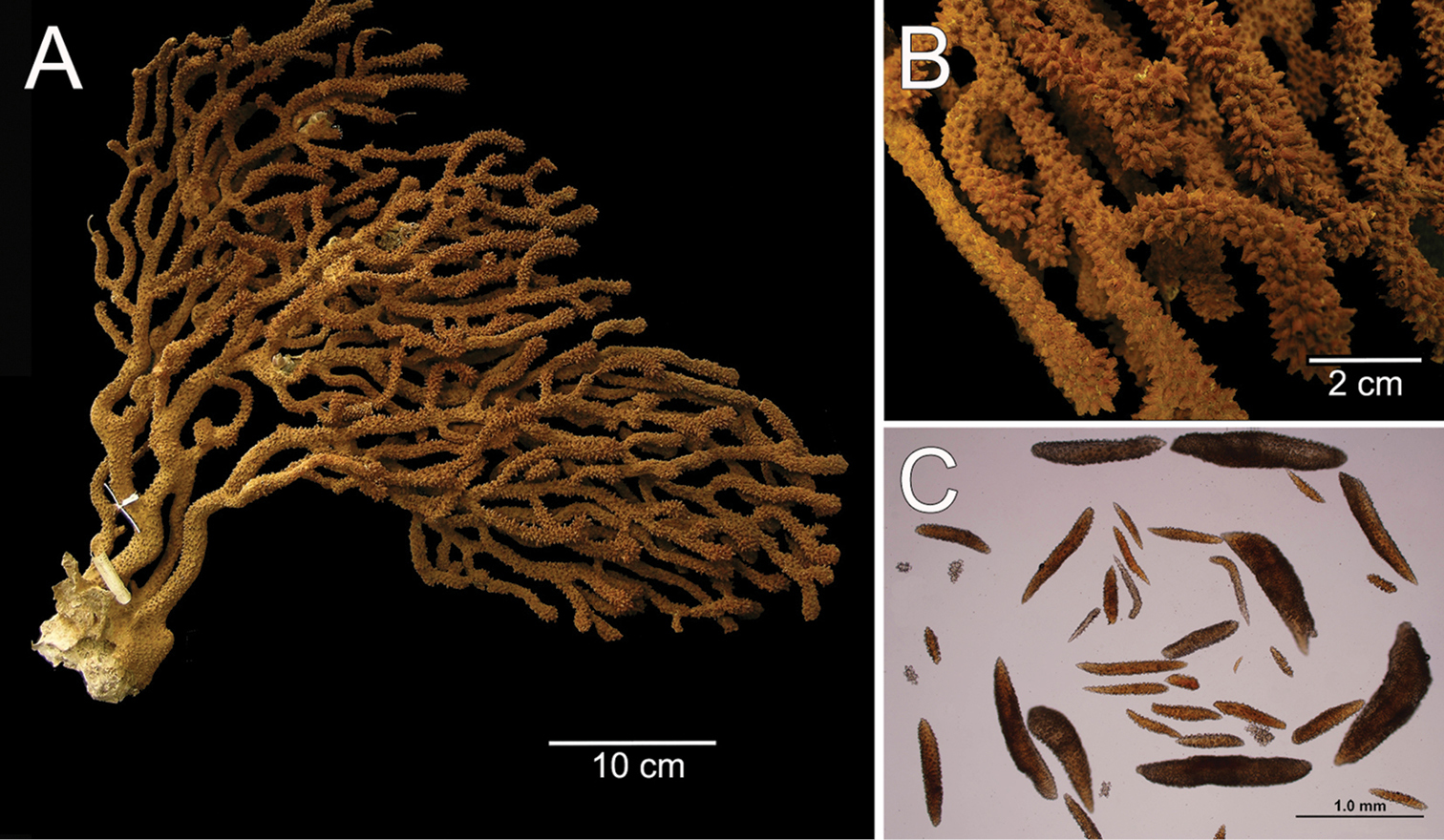
Muricea crassa
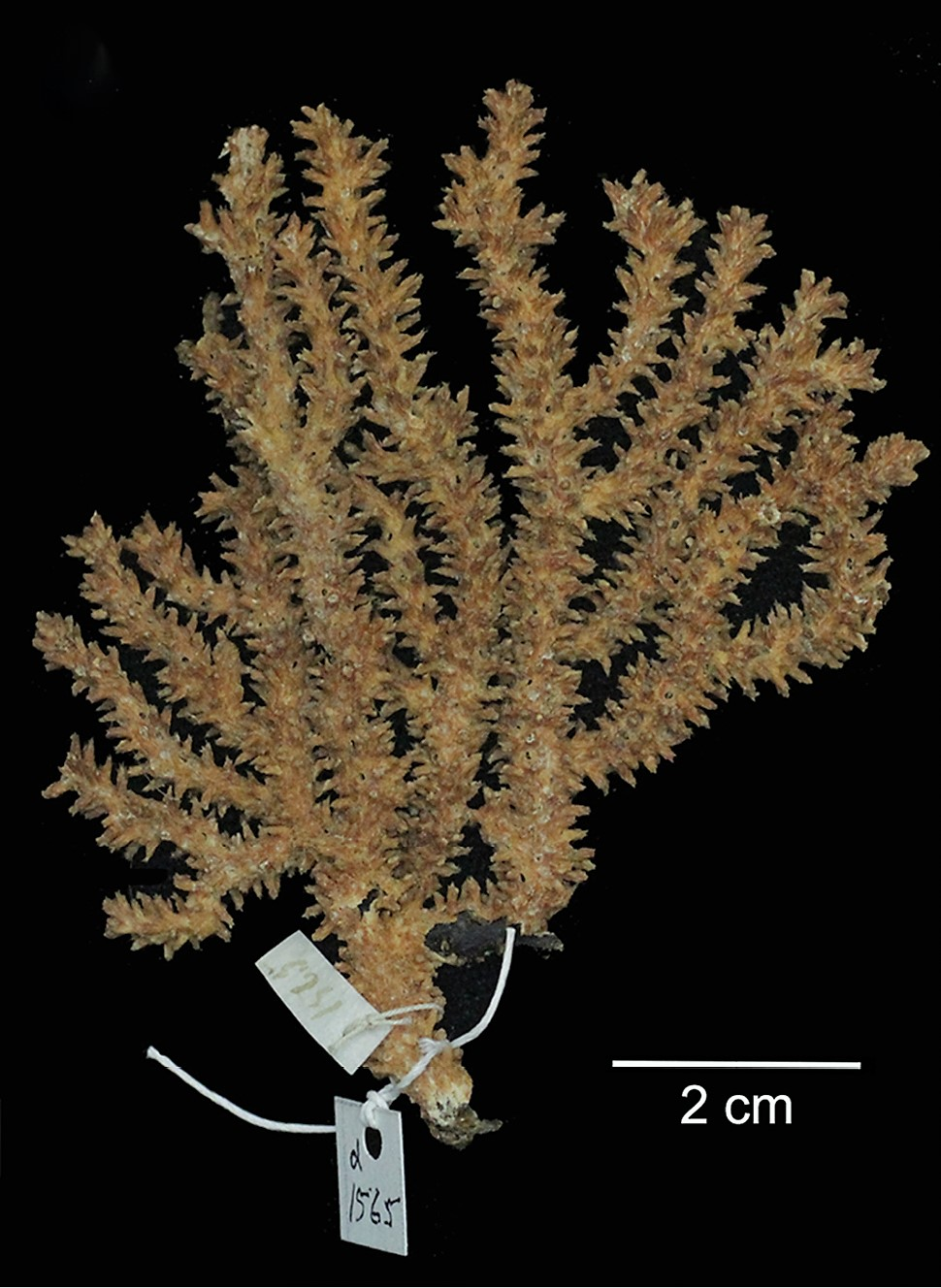
Muricea echinata
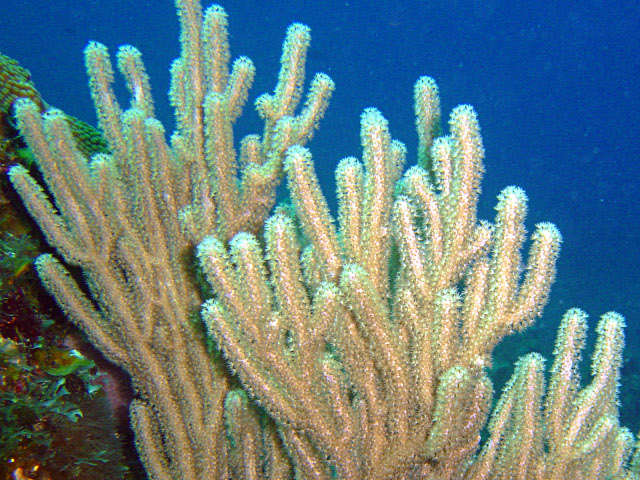
Muricea elongata
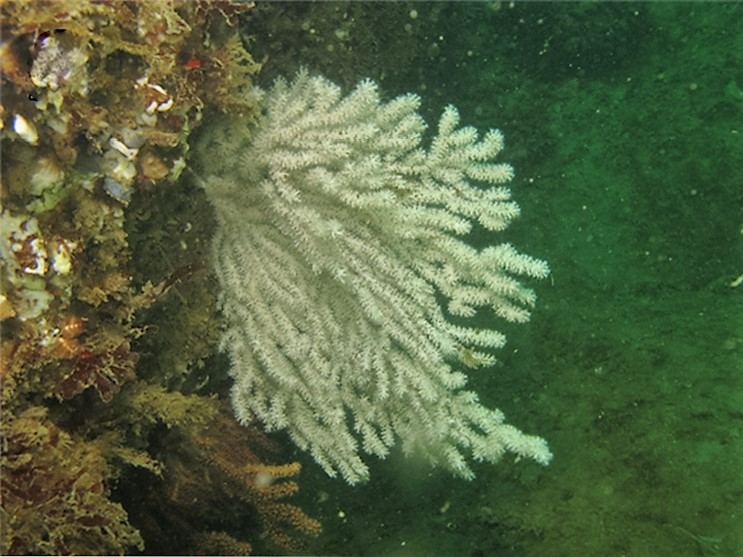
Muricea formosa
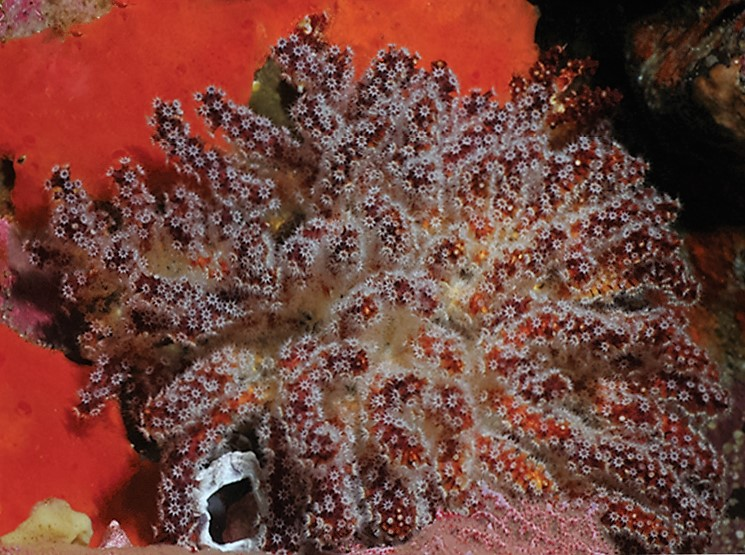
Muricea fruticosa
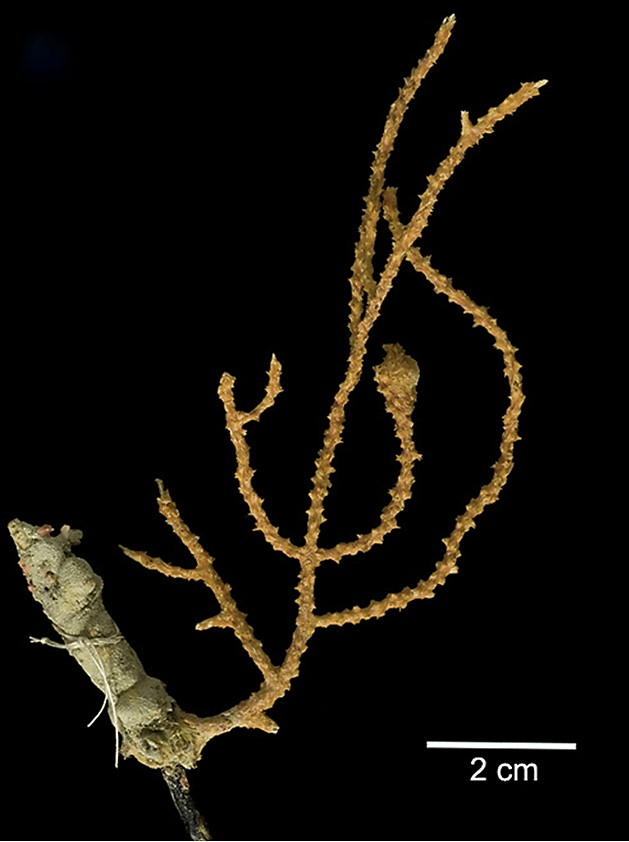
Muricea galapagensis
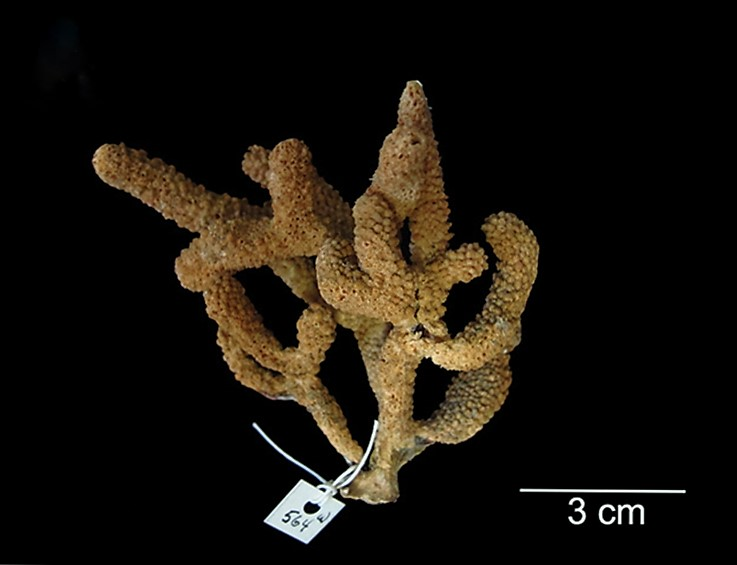
Muricea hebes
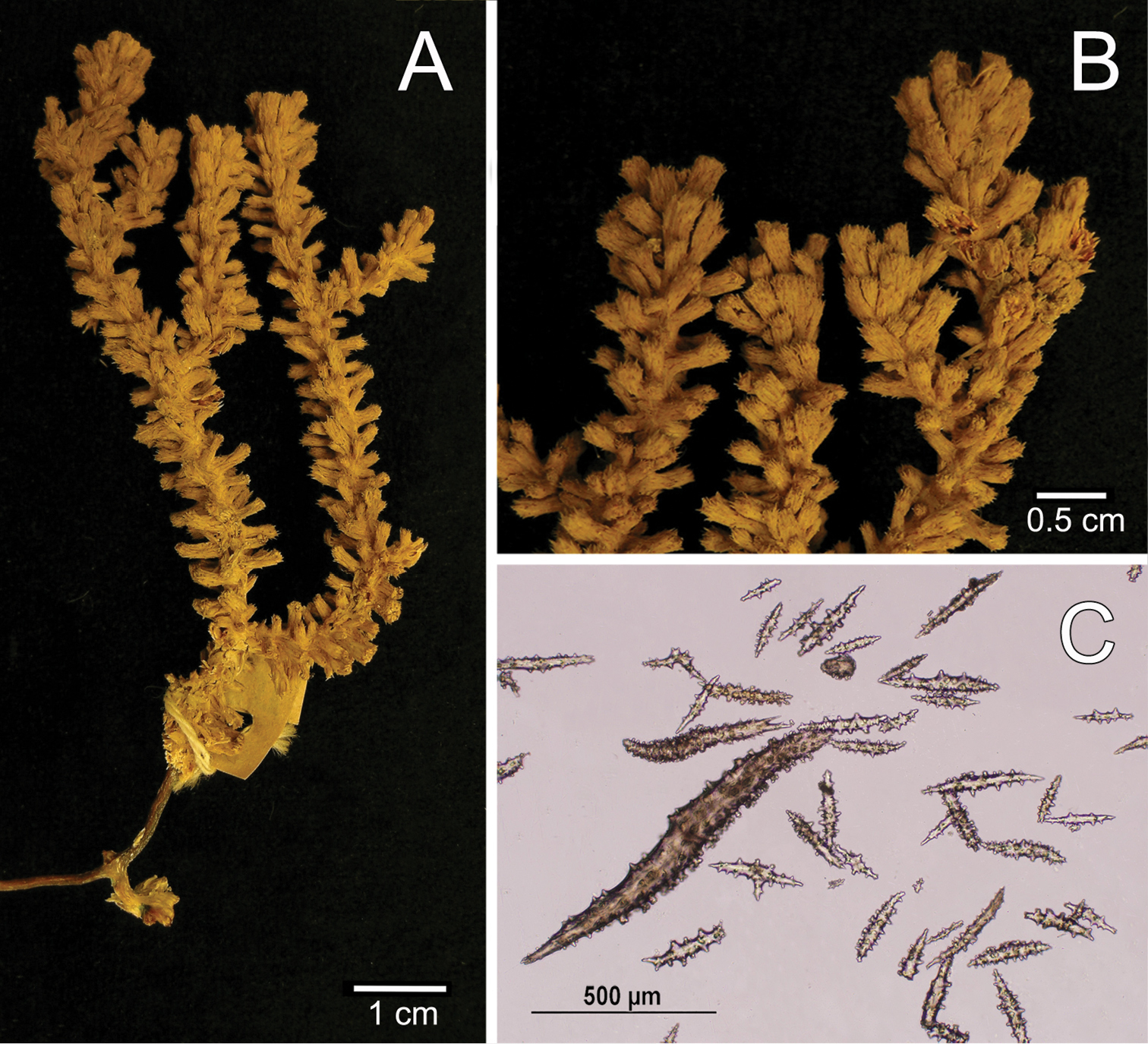
Muricea hispida
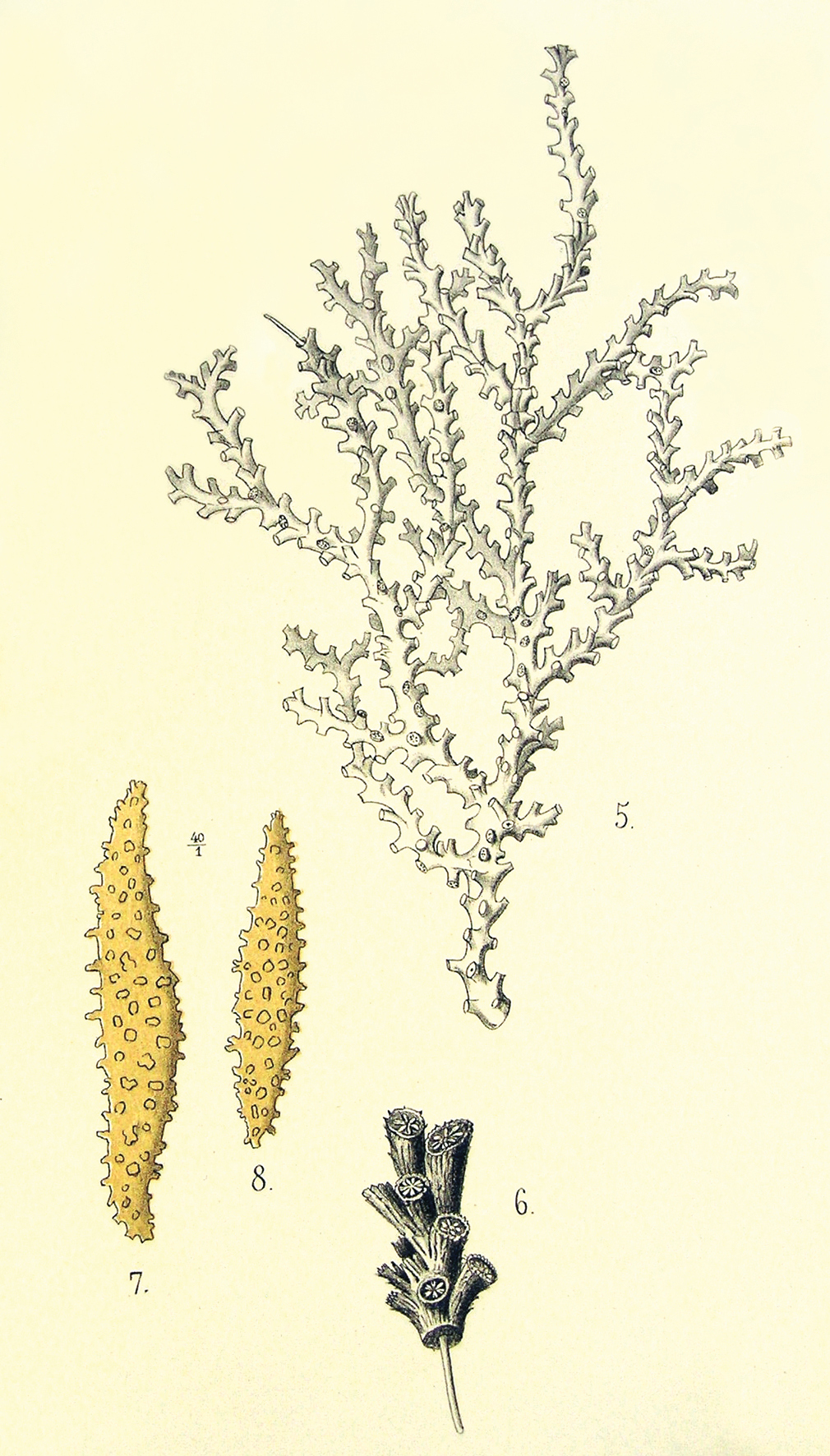
Muricea horrida
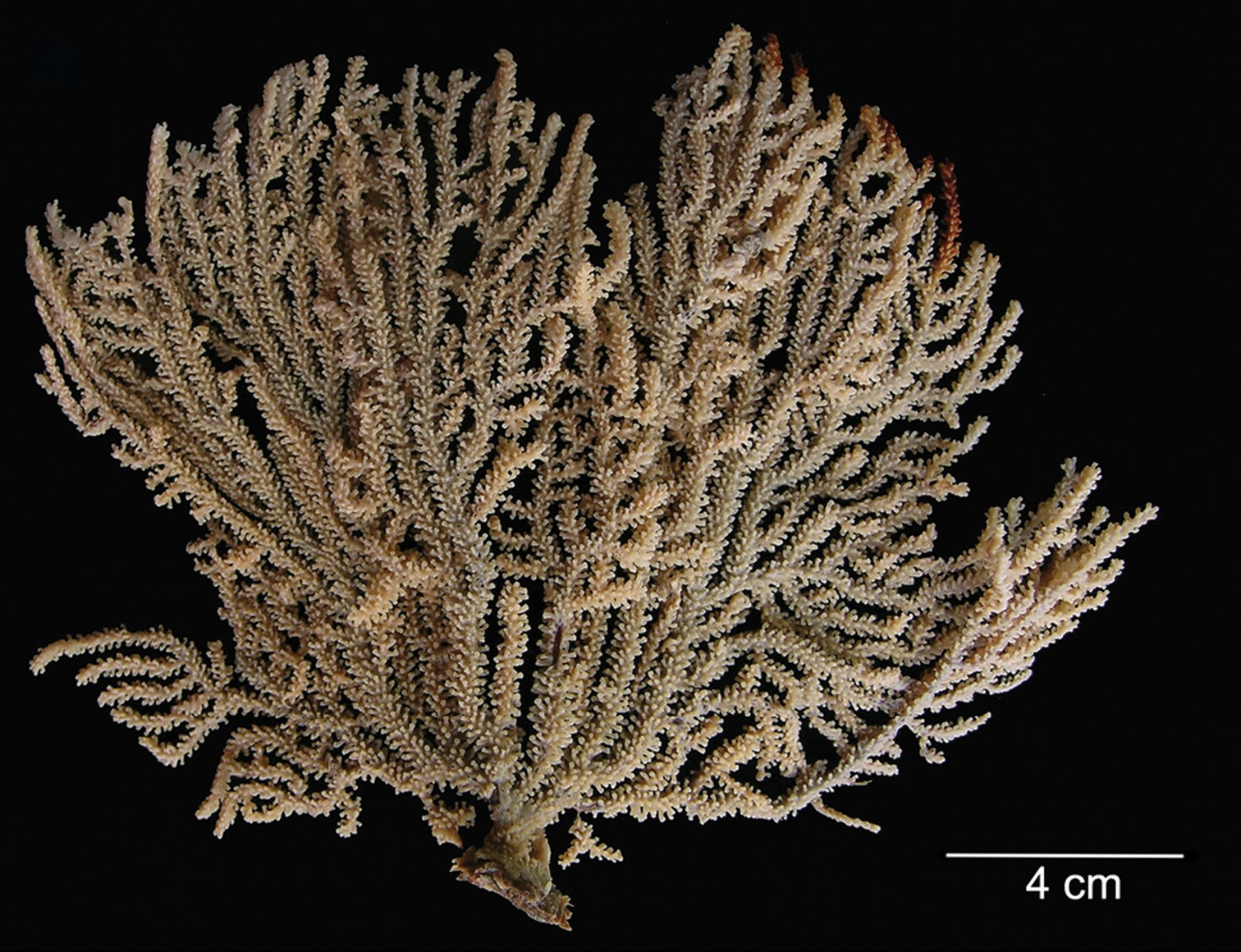
Muricea mortensenii
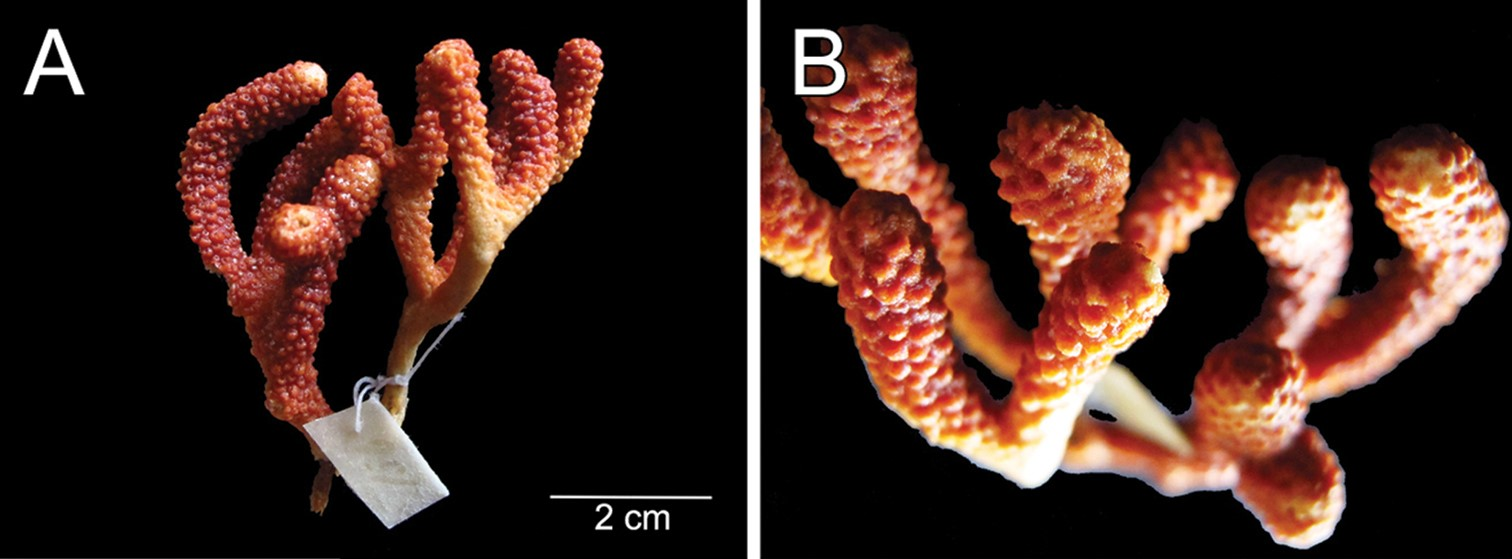
Muricea nariformis
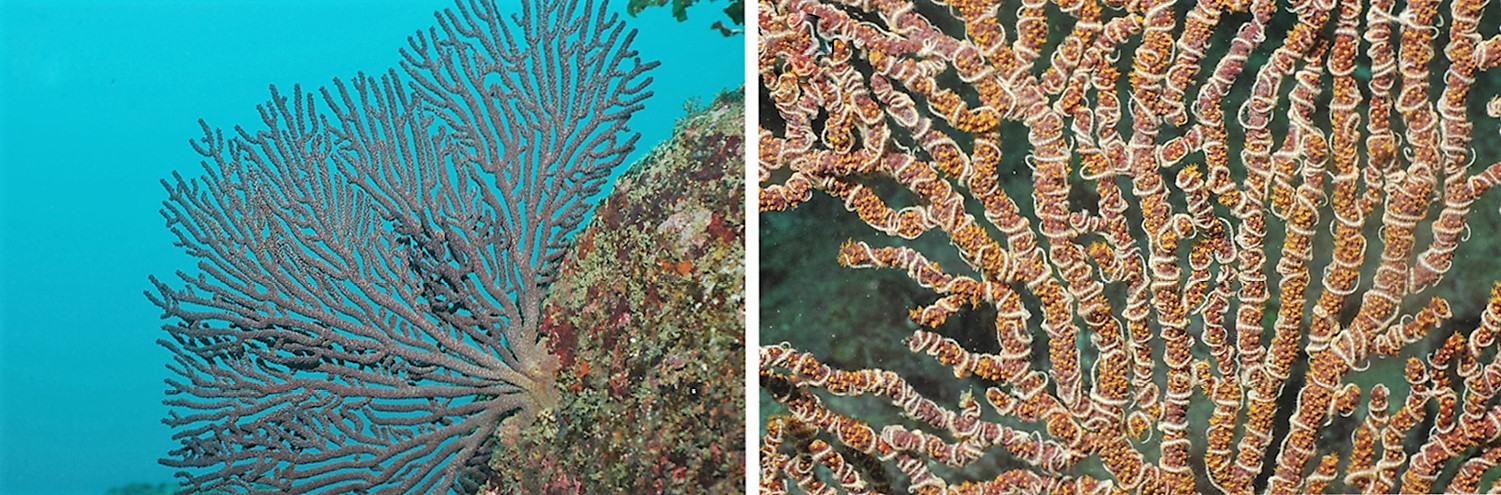
Muricea plantaginea
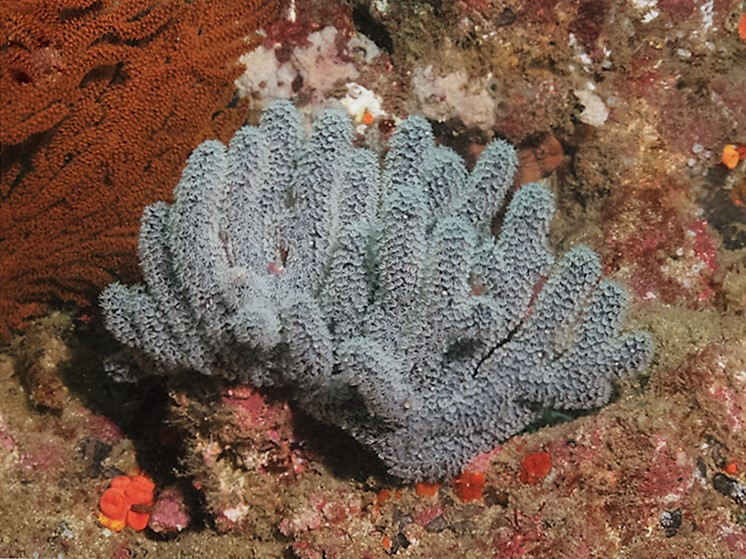
Muricea purpurea
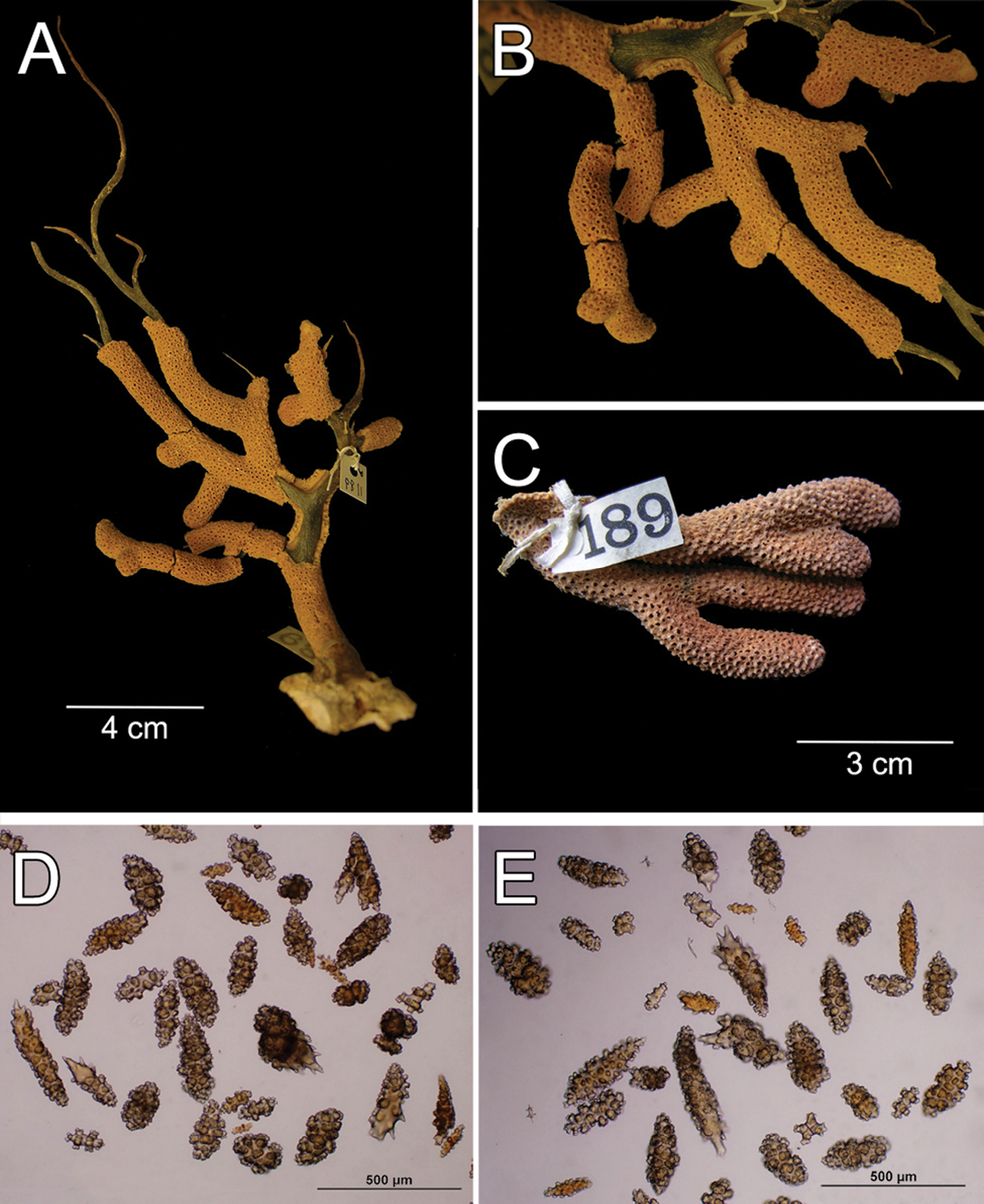
Muricea robusta
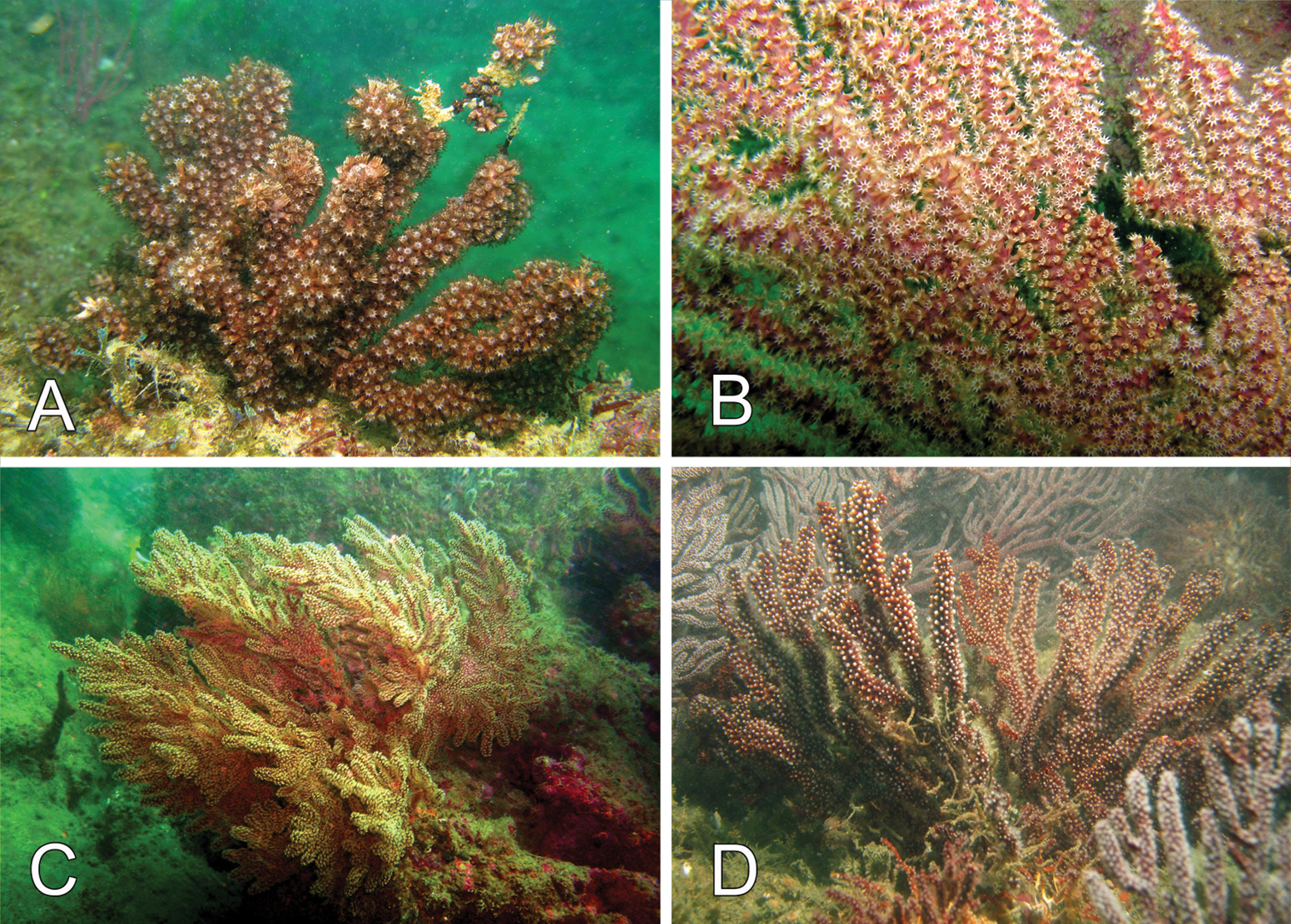
Muricea squarrosa
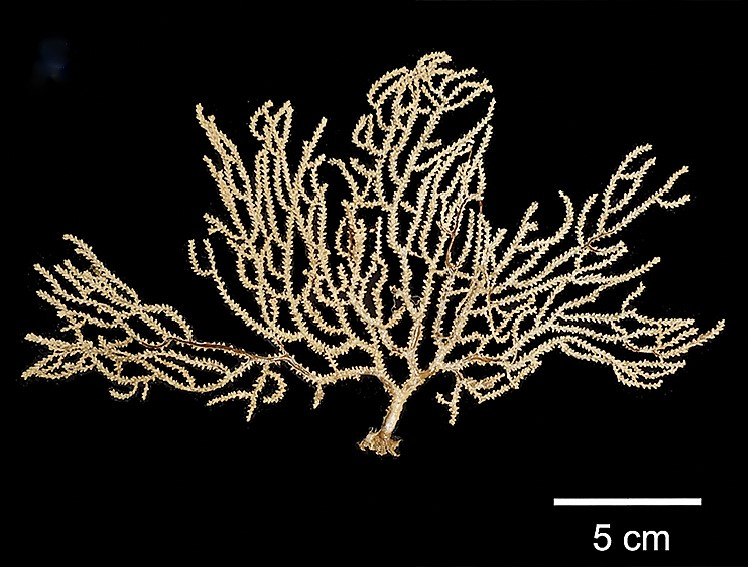
Muricea subtilis
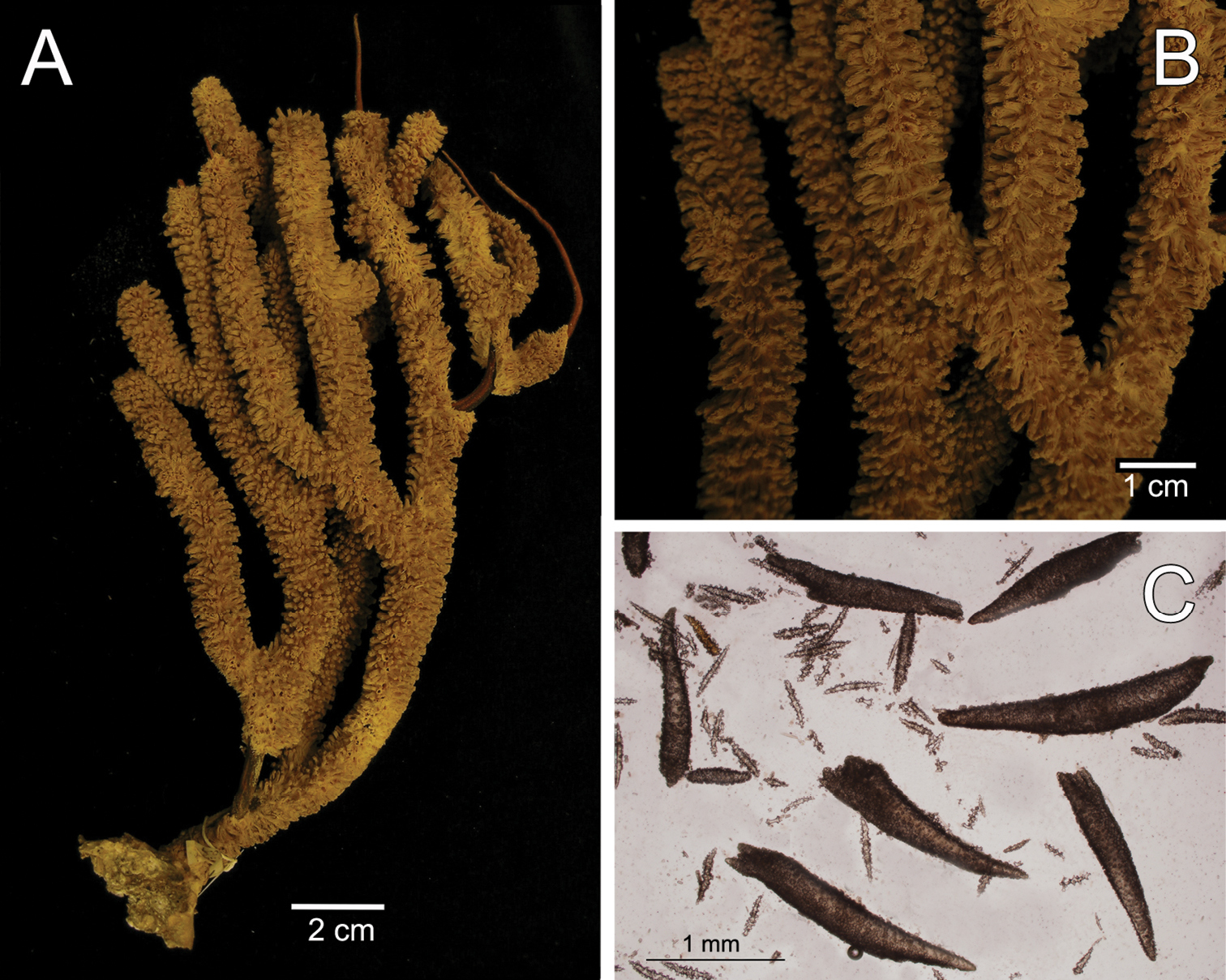
Muricea tubigera

## Morfología

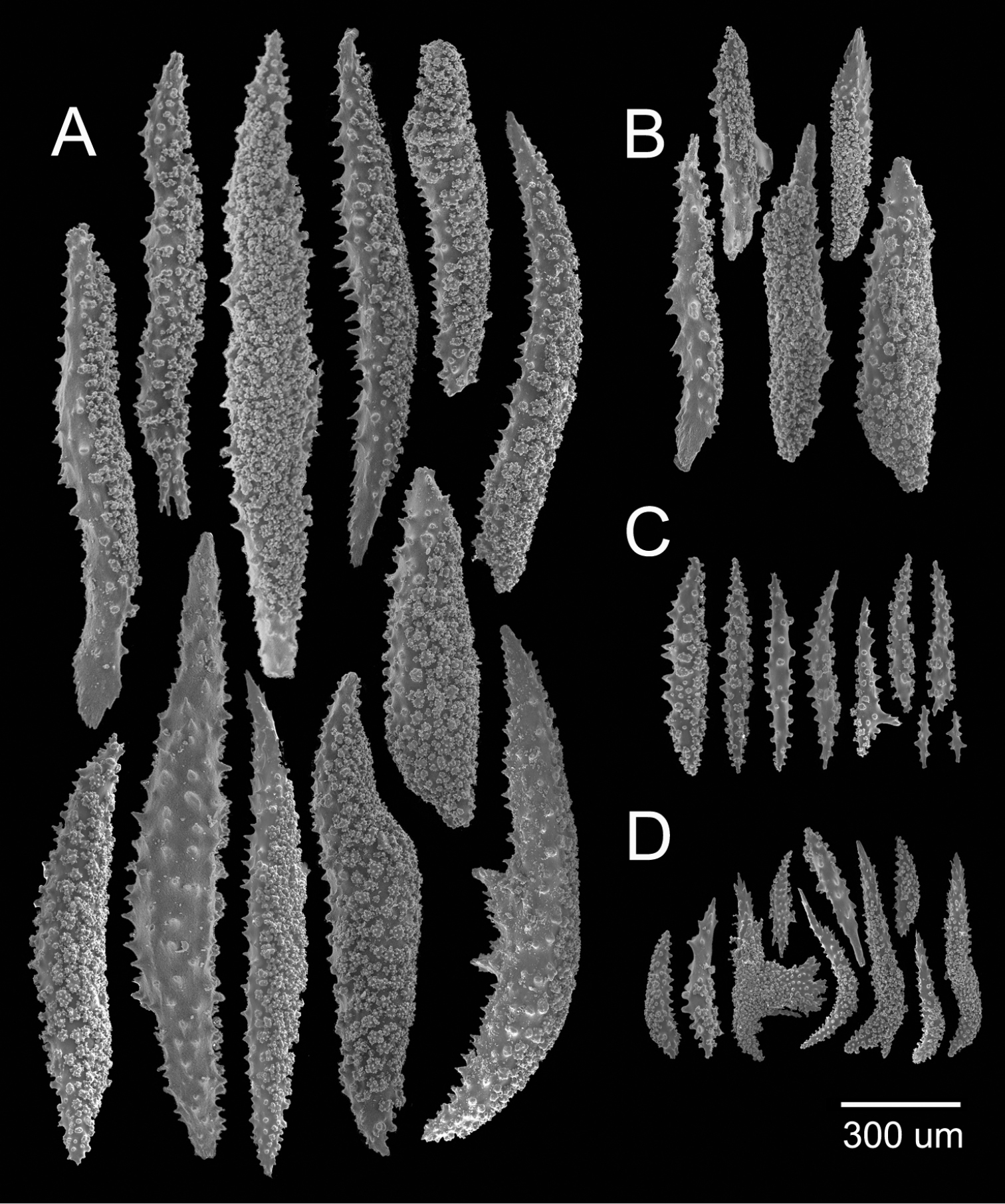
Muricea hispida A, B: Husos caliculares y del cenénquima, C: Husos de la vaina axial, D: Escleritas del antocodio

Su estructura general es en forma arbustiva, arborescente, ramificadas lateralmente, con ramas pinnadas, dicotómicas, o con largas ramas flexibles, y con ramas  que tienden a verticales; normalmente en un mismo plano, aunque algunas especies ramifican también en varios planos. La ramificación ocurre principalmente en el área basal y en ocasiones a lo largo de las ramas principales. Las ramas son gruesas, cilíndricas, con el mismo grosor aproximado en toda la rama, y, en ocasiones, aplanadas al extremo superior; tienen entre 2,5 y 6 mm de diámetro, y, normalmente de ramificación dicotómica, ocasionalmente con alguna rama en anastomosis. El axis, o eje de la colonia, esta altamente calcificado con calcita y se compone también de gorgonina, sustancia específica que generan gran parte de las gorgonias, y que aporta flexibilidad a sus esqueletos. Su interior está recorrido por una cámara central hueca. El cenénquima, o tejido común de la colonia que recubre el axis, es de moderado a muy grueso, y cuenta con un círculo de canales longitudinales que transcurren a lo largo del axis.
Las escleritas son de diversa forma según su ubicación en la colonia, las de la superficie exterior son tubérculos o husos de 0,1 a 3 mm, según especie, en ocasiones con fuertes espinas en un lado. La capa interna está provista de espículas espinosas, rectas o encorvadas, y tornos. Las de los cálices son husos >3 mm. El color de las escleritas puede ser blanco, en varios tonos de amarillo, ámbar, naranja, púrpura o rojo.
Los cálices de los pólipos son prominentes o alargados, con frecuencia con un labio inferior más largo, puntiagudo según la especie, y orientado hacia arriba. Los pólipos se pueden retraer totalmente en la mayoría de los casos.
Las colonias suelen alcanzar los 40 o 50 cm de alto.
La coloración del cenénquima, o tejido común de la colonia que reviste el esqueleto, puede ser blanco azulado, amarillenta, marrón, gris, naranja o rojo. Los pólipos son de color blanco, amarillo o marrón claro.

## Reproducción
Las colonias son gonocóricas, macho o hembra. Se reproducen asexualmente mediante fragmentación, y sexualmente, lanzando al exterior sus células sexuales. En este tipo de reproducción, la mayoría de los corales liberan óvulos y espermatozoides al agua, siendo por tanto la fecundación externa. Los huevos, una vez en el exterior, permanecen a la deriva arrastrados por las corrientes varios días, más tarde se forma una larva plánula que, tras deambular por la columna de agua marina, se adhiere al sustrato y comienza su vida sésil, metamorfoseándose a pólipo, replicándose después por gemación, generando un esqueleto, y dando origen así a la colonia coralina.

## Hábitat y distribución
Habitan un amplio rango de hábitats de arrecifes. Siempre en áreas expuestas a oleaje moderado. Suelen habitar en substratos rocosos o fondos blandos, con su base enterrada en el sedimento, en suelos arenosos o grietas de rocas. 
Normalmente se ubican a menos de 100 m, aunque se reportan localizaciones entre 1 y 1.837 m de profundidad, y en un rango de temperatura entre 13.38 y 27.88 °C.
Sus especies son predadas por caracoles de los géneros Simnia, Cyphoma y Cypraea, así como por peces mariposa, damiselas, peces lija, peces cofre, peces murciélago, pagualas o peces ángel.
Se distribuyen especialmente en aguas tropicales del océano Atlántico, occidental; en Florida, Golfo de México, el Caribe y Brasil. También en el Indo-Pacífico.

## Alimentación
Contienen algas simbióticas mutualistas (ambos organismos se benefician de la relación), llamadas zooxantelas. Las algas realizan la fotosíntesis produciendo oxígeno y azúcares, que son aprovechados por las gorgonias, y se alimentan de los catabolitos de la gorgonia (especialmente fósforo y nitrógeno). No obstante, también se alimentan de las presas de micro-plancton, que capturan con los minúsculos tentáculos de sus pólipos.